# اس‌اس والنسیا
اس‌اس والنسیا (به انگلیسی: SS Valencia) یک کشتی بود که طول آن ۲۵۲ فوت (۷۷ متر) بود. این کشتی در سال ۱۸۸۲ ساخته شد.